# Грејклиф (Монтана)
Грејклиф (енгл. Greycliff) насељено је место без административног статуса у америчкој савезној држави Монтана.

## Демографија
По попису из 2010. године број становника је 112, што је 56 (100,0%) становника више него 2000. године.
| Група             | 2000.      | 2010.       |
| Белци             | 54 (96,4%) | 106 (94,6%) |
| Афроамериканци    | 0 (0,0%)   | 1 (0,9%)    |
| Азијати           | 1 (1,8%)   | 0 (0,0%)    |
| Хиспаноамериканци | 1 (1,8%)   | 1 (0,9%)    |
| Укупно            | 56         | 112         |